# Ретуерта (Бургос)
Ретуерта (ісп. Retuerta) — муніципалітет в Іспанії, у складі автономної спільноти Кастилія-і-Леон, у провінції Бургос. Населення — 71 особа (2010).
Муніципалітет розташований на відстані близько 180 км на північ від Мадрида, 38 км на південь від Бургоса.

## Демографія
Динаміка населення (INE ):